# Raphaël Guerreiro
Raphaël Adelino José Guerreiro, egyszerűen Raphaël Guerreiro (Le Blanc-Mesnil, 1993. december 22. –)  portugál válogatott labdarúgó, a Bayern München hátvédje.
A Portugál válogatott tagjaként 2016-ban Európa-bajnokságot nyert.

## Pályafutása

### Klubcsapatokban

#### Caen
Guerreiro édesapja portugál, míg édesanyja francia. 2008-ban, 14 évesen a Stade Malherbe Caen ifjúsági akadémiájára került és itt tanulta meg a labdarúgás alapjait. 2010-től, 2012-ig a tartalékcsapatban szerepelt, majd a 2012–13-as szezonra felkerült a Ligue 2-ben szereplő felnőtt kerethez. Csupán egyetlen mérkőzést hagyott ki, klubja pedig az idény végén a tabella 4. helyén végzett, így épp, hogy csak lemaradt a Ligue 1-be való felkerülésről, Guerreiro pedig bekerült év csapatába.

#### Lorient
2013. június 27-én négy évre aláírt a francia élvonalbeli FC Lorienthez. Augusztus 10-én debütált és a teljes 90 percet végigjátszotta az idegenbeli 0–1-es vereséggel záródó Lille elleni találkozón.
2014. november 1-jén megszerezte első gólját a Paris Saint-Germain elleni, 1–2-re elvesztett bajnokin. A kiírást végül 7 góllal fejezte be, ezzel segítve csapatát, hogy bent maradjon az első osztályban.
2015. október 24-én Majeed Waris passzát gólra váltotta a Stade Rennais elleni, 1–1-es meccsen.

#### Borussia Dortmund
2016. június 16-án a német Borussia Dortmund szerződtette 4 évre, 12 millió euróért. Thomas Tuchel vezetőedző elsősorban középpályásként számított rá. 2016. szeptember 14-én megszerezte első Bajnokok Ligája gólját a lengyel Legia Warszawa elleni, 6–0-ra megnyert összecsapáson. A 2018–19-es Bajnokok Ligája csoportkörében négyszer volt eredményes. Kétszer az Atlético Madrid elleni, 4–0-s győzelem során október 24-én, majd még kétszer, december 21-én az AS Monaco elleni, 2–0-s meccsen.
2019 októberében további 3 évvel meghosszabbította kontraktusát.

#### Bayern München
2023. június 23-án a Bayern München jelentette be, hogy ingyen igazolta le. 2026. június 30-ig szóló szerződést írt alá.

### A válogatottban

#### Korosztályos
2013-ban elfogadta a meghívást a Portugál U21-es válogatottba.
Később visszatért a 2015-ös U21-es Európa-bajnokságra, ahol egészen a döntőig jutottak, ott azonban büntetőkkel alul maradtak Svédországgal szemben.

#### Felnőtt
2014. november 7-én Fernando Santos szövetségi kapitány és a stábja meghívta a felnőtt nemzeti csapatba a 2016-os Európa-bajnokság selejtezőjére Örményország ellen, amely találkozón be is mutatkozott. Első gólját november 18-án szerezte meg egy Argentína elleni barátságos meccsen, ahol az ő góljával nyertek 1–0-ra.
A 2016-os Európa-bajnokságon a döntőig meneteltek, ahol a hosszabbításban legyőzték le a házigazda Franciákat 1–0-ra, ezzel Portugália története során első alkalommal nyert meg az sorozatot. Guerreiro a találkozón kezdőként végig játszott és nevezték a torna legjobb fiatal játékosának is.
Annak ellenére, hogy sok sérülést szedett össze, meghívót kapott a 2018-as világbajnokságra. A 2021-ben megrendezett Európa-bajnokságon és a 2022-es világbajnokságon is pályára lépett.

## Statisztikái

### Klubcsapatokban
2023. május 27-én frissítve.
| Klub              | Szezon   | Bajnokság                     | Bajnokság | Bajnokság | Kupa  | Kupa | Ligakupa | Ligakupa | Európa | Európa | Egyéb | Egyéb | Összesen | Összesen |
| Klub              | Szezon   | Bajnokság                     | Mérk.     | Gól       | Mérk. | Gól  | Mérk.    | Gól      | Mérk.  | Gól    | Mérk. | Gól   | Mérk.    | Gól      |
| ----------------- | -------- | ----------------------------- | --------- | --------- | ----- | ---- | -------- | -------- | ------ | ------ | ----- | ----- | -------- | -------- |
| Caen II           | 2010–11  | Championnat de France Amateur | 21        | 1         | —     | —    | —        | —        | —      | —      | —     | —     | 21       | 1        |
| Caen II           | 2011–12  | Championnat de France Amateur | 34        | 3         | —     | —    | —        | —        | —      | —      | —     | —     | 34       | 3        |
| Caen II           | Összesen | Összesen                      | 55        | 4         | 0     | 0    | 0        | 0        | 0      | 0      | 0     | 0     | 55       | 4        |
| Caen              | 2012–13  | Ligue 2                       | 38        | 1         | 1     | 0    | 2        | 0        | —      | —      | —     | —     | 41       | 1        |
| Caen              | Összesen | Összesen                      | 38        | 1         | 1     | 0    | 2        | 0        | 0      | 0      | 0     | 0     | 41       | 1        |
| Lorient           | 2013–14  | Ligue 1                       | 34        | 0         | 0     | 0    | 0        | 0        | —      | —      | —     | —     | 34       | 0        |
| Lorient           | 2014–15  | Ligue 1                       | 34        | 7         | 1     | 0    | 1        | 0        | —      | —      | —     | —     | 36       | 7        |
| Lorient           | 2015–16  | Ligue 1                       | 34        | 3         | 2     | 0    | 5        | 0        | —      | —      | —     | —     | 41       | 3        |
| Lorient           | Összesen | Összesen                      | 102       | 10        | 3     | 0    | 6        | 0        | 0      | 0      | 0     | 0     | 111      | 10       |
| Borussia Dortmund | 2016–17  | Bundesliga                    | 24        | 6         | 5     | 0    | —        | —        | 6      | 1      | —     | —     | 35       | 7        |
| Borussia Dortmund | 2017–18  | Bundesliga                    | 9         | 1         | 2     | 0    | —        | —        | 4      | 1      | —     | —     | 15       | 2        |
| Borussia Dortmund | 2018–19  | Bundesliga                    | 23        | 2         | 3     | 0    | —        | —        | 6      | 4      | —     | —     | 32       | 6        |
| Borussia Dortmund | 2019–20  | Bundesliga                    | 29        | 8         | 0     | 0    | —        | —        | 8      | 0      | 1     | 0     | 38       | 8        |
| Borussia Dortmund | 2020–21  | Bundesliga                    | 27        | 5         | 5     | 0    | —        | —        | 8      | 1      | 0     | 0     | 40       | 6        |
| Borussia Dortmund | 2021–22  | Bundesliga                    | 23        | 4         | 1     | 0    | —        | —        | 4      | 1      | 0     | 0     | 28       | 5        |
| Borussia Dortmund | 2022–23  | Bundesliga                    | 27        | 4         | 3     | 0    | —        | —        | 6      | 2      | —     | —     | 36       | 6        |
| Borussia Dortmund | Összesen | Összesen                      | 162       | 30        | 19    | 0    | 0        | 0        | 42     | 10     | 1     | 0     | 224      | 40       |
| Bayern München    | 2023–24  | Bundesliga                    | 0         | 0         | 0     | 0    | —        | —        | 0      | 0      | 0     | 0     | 0        | 0        |
| Bayern München    | Összesen | Összesen                      | 0         | 0         | 0     | 0    | 0        | 0        | 0      | 0      | 0     | 0     | 0        | 0        |
| Összesen          | Összesen | Összesen                      | 357       | 45        | 23    | 0    | 8        | 0        | 42     | 10     | 1     | 0     | 431      | 55       |

### A válogatottban
2023. június 20-án frissítve.
| Portugália | Portugália | Portugália |
| Év         | Mérkőzés   | Gól        |
| ---------- | ---------- | ---------- |
| 2014       | 2          | 1          |
| 2015       | 1          | 0          |
| 2016       | 13         | 1          |
| 2017       | 4          | 0          |
| 2018       | 10         | 0          |
| 2019       | 9          | 0          |
| 2020       | 6          | 0          |
| 2021       | 8          | 1          |
| 2022       | 8          | 1          |
| 2023       | 3          | 0          |
| Összesen   | 64         | 4          |

### Góljai a válogatottban
| # | Dátum              | Helyszín                                 | Mérk. | Ellenfél     | Gólja | Végeredmény | Kiírás                             |
| - | ------------------ | ---------------------------------------- | ----- | ------------ | ----- | ----------- | ---------------------------------- |
| 1 | 2014. november 18. | Old Trafford, Manchester, Anglia         | 2     | Argentína    | 1–0   | 1–0         | Barátságos mérkőzés                |
| 2 | 2016. május 29.    | Estádio do Dragão, Porto, Portugália     | 6     | Norvégia     | 2–0   | 3–0         | Barátságos mérkőzés                |
| 3 | 2021. június 15.   | Puskás Aréna, Budapest, Magyarország     | 47    | Magyarország | 1–0   | 3–0         | 2020-as labdarúgó-Európa-bajnokság |
| 4 | 2022. december 6.  | Loszaíli Nemzeti Stadion, Loszaíl, Katar | 60    | Svájc        | 4–0   | 6–1         | 2022-es labdarúgó-világbajnokság   |

## Sikerei, díjai

### Klubcsapatokban
- Borussia Dortmund
  - Német kupa: 2016–17,[31] 2020–21[32]
  - Német szuperkupa: 2019[33]

### A válogatottban
- Portugália U21
  - U21-es labdarúgó-Európa-bajnokság ezüstérmes: 2015[20]

Portugália
- - Európa-bajnok: 2016[34]
  - UEFA Nemzetek Ligája: 2018–19[35]